# Basketball Bundesliga 2000-01
La Basketball Bundesliga 2000-01 fue la edición número 35 de la Basketball Bundesliga, la primera división del baloncesto profesional de Alemania. El campeón fue el ALBA Berlin, que lograba su quinto título de manera consecutiva, mientras descendieron a la 2. Basketball Bundesliga el BCJ Hamburg y el SSV Ulm 1846, aunque este último fue repescado la temporada siguiente.

## Equipos
| Equipo                  | Ciudad       | Arena                 | Capacidad |
| ----------------------- | ------------ | --------------------- | --------- |
| Brose Baskets           | Bamberg      | Stechert Arena        | 6,800     |
| Alba Berlin             | Berlin       | O2 World Berlin       | 14,500    |
| Telekom Baskets Bonn    | Bonn         | Telekom Dome          | 6,000     |
| Energy Braunschweig     | Braunschweig | Volkswagen Halle      | 6,600     |
| Fraport Skyliners       | Frankfurt    | Fraport Arena         | 5,002     |
| LTi Gießen 46ers        | Gießen       | Sporthalle Gießen-Ost | 4,003     |
| BBV Hagen               | Hagen        | Ischelandhalle        | 1,800     |
| BCJ Hamburg             | Hamburgo     | Sporthalle Hamburg    | 4,200     |
| Bayer Giants Leverkusen | Leverkusen   | Smidt-Arena           | 3,500     |
| Mitteldeutscher BC      | Weißenfels   | Stadthalle Weißenfels | 3,000     |
| EWE Baskets Oldenburg   | Oldenburg    | Große EWE Arena       | 6,069     |
| TBB Trier               | Trier        | Arena Trier           | 5,900     |
| SSV Ulm 1846            | Ulm          | Ratiopharm Arena      | 6,200     |
| DJK Würzburg            | Würzburg     | s.Oliver Arena        | 3,140     |

## Resultados

### Temporada regular
|     | Equipo                   | J  | G  | P  | Pts | Clasificación        |
| --- | ------------------------ | -- | -- | -- | --- | -------------------- |
| 1.  | Alba Berlin              | 26 | 25 | 1  | 50  | Playoffs             |
| 2.  | Bayer 04 Leverkusen      | 26 | 18 | 8  | 36  | Playoffs             |
| 3.  | Telekom Baskets Bonn     | 26 | 17 | 9  | 34  | Playoffs             |
| 4.  | Avitos Gießen            | 26 | 15 | 11 | 30  | Playoffs             |
| 5.  | s.Oliver Würzburg        | 26 | 15 | 11 | 30  | Playoffs             |
| 6.  | StadtSport Braunschweig  | 26 | 13 | 13 | 26  | Playoffs             |
| 7.  | Mitteldeutscher          | 26 | 13 | 13 | 26  | Playoffs             |
| 8.  | Opel Skyliners Frankfurt | 26 | 13 | 13 | 26  | Playoffs             |
| 9.  | HERZOGtel Trier          | 26 | 11 | 15 | 22  | Liguilla de descenso |
| 10. | TSK uniVersa Bamberg     | 26 | 10 | 16 | 20  | Liguilla de descenso |
| 11. | Oldenburger TB           | 26 | 9  | 17 | 18  | Liguilla de descenso |
| 12. | Brandt Hagen             | 26 | 9  | 17 | 18  | Liguilla de descenso |
| 13. | BCJ Hamburg Tigers       | 26 | 8  | 18 | 16  | Liguilla de descenso |
| 14. | SSV Ulm 1846             | 26 | 6  | 20 | 12  | Liguilla de descenso |

### Liguilla de descenso
|     | Equipo               | J  | G  | P  | Pts | Clasificación                         |
| --- | -------------------- | -- | -- | -- | --- | ------------------------------------- |
| 9.  | HERZOGtel Trier      | 36 | -  | -  |     |                                       |
| 10. | TSK uniVersa Bamberg | 36 | 18 | 18 | 36  |                                       |
| 11. | Oldenburger TB       | 36 | -  | -  |     |                                       |
| 12. | Brandt Hagen         | 36 | -  | -  |     |                                       |
| 13. | BCJ Hamburg Tigers   | 36 | -  | -  |     | Descienden a 2. Basketball-Bundesliga |
| 14. | SSV Ulm 1846         | 36 | -  | -  |     | Descienden a 2. Basketball-Bundesliga |

## Playoffs
|  | Cuartos de final | Cuartos de final         | Cuartos de final |                      |    | Semifinales         | Semifinales | Semifinales |  |    | Final       | Final | Final |  |
|  |                  |                          |                  |                      |    |                     |             |             |  |    |             |       |       |  |
|  |                  |                          |                  |                      |    |                     |             |             |  |    |             |       |       |  |
|  | 1.               | Alba Berlin              | 3                |                      |    |                     |             |             |  |    |             |       |       |  |
|  | 1.               | Alba Berlin              | 3                |                      |    |                     |             |             |  |    |             |       |       |  |
|  | 8.               | Opel Skyliners Frankfurt | 1                |                      |    |                     |             |             |  |    |             |       |       |  |
|  | 8.               | Opel Skyliners Frankfurt | 1                |                      | 1. | Alba Berlin         | 3           |             |  |    |             |       |       |  |
|  |                  |                          |                  |                      | 1. | Alba Berlin         | 3           |             |  |    |             |       |       |  |
|  |                  |                          | 4.               | Avitos Gießen        | 0  |                     |             |             |  |    |             |       |       |  |
|  | 4.               | Avitos Gießen            | 4.               | Avitos Gießen        | 0  | 3                   |             |             |  |    |             |       |       |  |
|  | 4.               | Avitos Gießen            |                  |                      |    |                     |             |             |  |    |             |       |       |  |
|  | 5.               | s.Oliver Würzburg        | 1                |                      |    |                     |             |             |  |    |             |       |       |  |
|  | 5.               | s.Oliver Würzburg        | 1                |                      |    |                     |             |             |  | 1. | Alba Berlin | 3     |       |  |
|  |                  |                          |                  |                      |    |                     |             |             |  | 1. | Alba Berlin | 3     |       |  |
|  |                  |                          | 3.               | Telekom Baskets Bonn | 0  |                     |             |             |  |    |             |       |       |  |
|  | 2.               | Bayer 04 Leverkusen      | 3.               | Telekom Baskets Bonn | 0  | 3                   |             |             |  |    |             |       |       |  |
|  | 2.               | Bayer 04 Leverkusen      |                  |                      |    |                     |             |             |  |    |             |       |       |  |
|  | 7.               | Mitteldeutscher          | 0                |                      |    |                     |             |             |  |    |             |       |       |  |
|  | 7.               | Mitteldeutscher          | 0                |                      | 2. | Bayer 04 Leverkusen | 1           |             |  |    |             |       |       |  |
|  |                  |                          |                  |                      | 2. | Bayer 04 Leverkusen | 1           |             |  |    |             |       |       |  |
|  |                  |                          | 3.               | Telekom Baskets Bonn | 3  |                     |             |             |  |    |             |       |       |  |
|  | 3.               | Telekom Baskets Bonn     | 3.               | Telekom Baskets Bonn | 3  | 3                   |             |             |  |    |             |       |       |  |
|  | 3.               | Telekom Baskets Bonn     |                  |                      |    |                     |             |             |  |    |             |       |       |  |
|  | 6.               | StadtSport Braunschweig  | 0                |                      |    |                     |             |             |  |    |             |       |       |  |
|  | 6.               | StadtSport Braunschweig  | 0                |                      |    |                     |             |             |  |    |             |       |       |  |
|  |                  |                          |                  |                      |    |                     |             |             |  |    |             |       |       |  |